# ノア・ヒックマン
ノア・ヒックマン（Noah G Hickman）は、音楽家・プロデューサー・作詞者・作曲者である。Noah GXの名前でも活動している。

## 経歴
アメリカ合衆国アラバマ州モビールに生まれる。曽祖母と祖母が教会のクワイヤーの一員でありピアノ奏者であったことから、幼い頃から音楽に親しんでいた。父親であるウィリー・アルビン・ヒックマン(Wille Alvin Hickman)は、ノアが12歳のときに初めて組んだバンドのマネージャーとして彼の音楽活動をサポートしていた。母親であるイヴォンヌ（ Yvonne Inez Hickman）は、ドラム奏者である。ノアが初めて触れた楽器は母親の影響からドラムであった。中学と高校ではマーチングバンドの一員として活躍しその後ミルウォーキーコンサバトリー音楽院で本格的に音楽を学ぶ。さらにその後ノースカロライナ州のアメリカンレッドクロス（Emergency medical training at the Red Cross in Asheville N.C.）にて緊急医療についても学んでいる。卒業後は自分のバンドであるストンジャム（Stone Jamm）を結成しプロのミュージシャンとなる。ノア・ヒックマンが結成したこのストーンジャム（Stone Jamm）のメンバーは後にアレクサンダー・オニールのバックバンドとなり、ノア自身も9年間アレクサンダー・オニール、シェレールとともにアメリカ国内だけでなく世界中のツアーに同行している。

## 日本での活躍
1990年ツアーで初めて日本を訪れる。9年後には再びツアーで東京を訪れ、2001年から活動拠点を日本に移した。その後日本のアーティストに楽曲を提供したりプロデュースをし、またレーベル会社であるGiasiaを設立し経営者でもある。
エレクトロミュージック製作者のKorxiとコラボレーションし、Korxi & Noah GXとして音楽制作を行っている。

## 作品
300曲以上の作品を作り出している。
1984年 Ston JammのI'm in Love With Youの作曲 
この曲はアメリカのナショナルバドワイザーショーダウンコンテスト（National Budweiser Showdown Contest）において優勝している。
2010年アレクサンダー・オニールのアルバムFive Questions: The New Journeyに４曲収録されている。
- My House
- I'm Back
- Minnesota Shuffle
- First Time

2011年アレクサンダー・オニールのアルバムLive In Minneapolisにもノア・ヒックマンの曲が収録されている。
2014年 Would I をリリース